# هو مستبصر نفسي
هو مستبصر نفسي (بالكورية: 사이코메트리 그녀석)؛ هو مسلسل تلفزيوني كوري جنوبي من بطولة بارك جن يونغ، شين يي يون وكيم دا سوم. صدر المسلسل على شبكة تي في إن في الفترة من 11 مارس حتى 30 أبريل 2019.

## روابط خارجية
- هو مستبصر نفسي على موقع IMDb (الإنجليزية)
- هو مستبصر نفسي على موقع قاعدة بيانات الأفلام العربية
- هو مستبصر نفسي على موقع كينوبويسك (الروسية)
- هو مستبصر نفسي على موقع قاعدة بيانات الفيلم (الإنجليزية)